# Петриковская, Алла Савельевна
Петриковская Алла Савельевна (р. 28 декабря 1930 г., Баку) — советский российский востоковед, литературовед, австраловед, кандидат филологических наук, научный сотрудник Института востоковедения РАН, специалист по австралийской культуре и литературе XIX-XX вв.

## Биография
Алла Савельевна Петриковская родилась 28 декабря 1930 г. в Баку. В 1953 г. окончила филологический факультет Киевского государственного университета. В 1969 г. защитила кандидатскую диссертацию "Новеллистика Генри Лоусона".
В 1953-1962 гг. работала в Государственной библиотеке им. В.И. Ленина. В 1965-1970 гг. - в «Литературной газете». С 1970 г. была научным сотрудником Института востоковедения АН СССР. С 1980 г. - старший научный сотрудник, затем  ведущий научный сотрудник отдела южнотихоокеанских исследований ИВ РАН.
Член Российского национального комитета Тихоокеанской научной ассоциации (Гонолулу, 1985).

## Научная деятельность
Основная область научных интересов - австралийская литература XIX-XX вв.
Творчество австралийского писателя Г. Лоусона (1867-1922) исследуется в кандидатской диссертации "Новеллистика Генри Лоусона", в монографии "Генри Лоусон и рождение австралийского рассказа" (1972), затрагивается и в более поздней обобщающей работе "Австралийский роман" (1990). Помимо литературы западного толка рассматривается и творчество аборигенов Австралии.
А.С. Петриковская являлась составителем сборников произведений многих писателей-австралийцев и южно-африканцев - Н. Гордимера (1971), Г. Лоусона (1976), А. Маршалла (1977), Ф. Дэвисона (1983), Н. Хиллиарда (1987). 
В монографии "Российское эхо в культуре Австралии (XIX - первая половина XX века)" (2002) изучаются культурные аспекты русско-австралийских связей. Впервые в российской историографии исследуется влияние русской культуры на становление национальной культуры Австралии. Автор рассматривает существующие в Австралии стереотипы восприятия России и русских, характеризует вклад русской диаспоры в местную культуру в XIX-XX вв.
В работе "Культура Австралии XIX-XX вв." (2008) рассматривается формирование и современное состояние культуры этого государства. Особое значение для работы имеет изучение кросскультурных влияний, взаимодействия культурных традиций англосаксонской и инонациональных общин, в том числе культуры коренных жителей страны. Если изначально культура Австралии воспроизводила образцы англо-саксонской западной культуры, то в XX в., по мнению автора, она начинает постепенно обосабливаться от английский культуры, приобретать собственные специфические черты, а в дальнейшем сама начинает оказывать влияние на соседние регионы - культуру Океании. Исследователь затрагивает и проблему сохранения культуры австралийских аборигенов, рассматривает возможные варианты её сосуществования с культурой белого населения.

## Основные работы
Абориген в австралийской культуре // Новые тенденции в развитии Австралии и Океании. М., 1971. С. 107-151.
Генри Лоусон и рождение австралийского рассказа. М.: Наука, 1972. 208 с.
Ранняя австралийская проза // Австралия и Океания (история, география, культура). М., 1974. С. 175-189.
Новая Зеландия: Справочник / В. М. Андреева, К. В. Малаховский, А. С. Петриковская. М.: Наука, 1974. 302 с.
Современная Австралия: Справочник / В.М. Андреева, проф. К.В. Малаховский, А.С. Петриковская. М.: Наука, 1976. 447 с.
О языках, фольклоре и литературе Океании / отв. ред. А.С. Петриковская. М.: Наука, 1978. 191 с.
Человек и общество (австралийский роман начала 70-х годов) // Австралийская литература. М., 1978. С. 113-175.
Современная австралийская новелла. Пер. с англ. / сост. А.С. Петриковская; вступит. статья А. Софронова. М. : Прогресс, 1980. 285 с.
Творчество писателей-аборигенов Австралии // Актуальные проблемы развития Австралии и Океании. М., 1984. С. 112-150.
Австралийский роман: (Литература и общество). М.: Наука, 1990. 276,[2] с.
Австралия и Океания (лингвостранноведческий словарь, 5000 ед.). М.: Русский язык, 1998. (соавт. В.В. Ощепкова)
Российское эхо в культуре Австралии (XIX - первая половина XX века). М. : МВРАН, 2002. 199 с.
Культура Австралии XIX-XX вв. М.: Восточная литература, 2008. 253 с.